# Appian Way Productions
Appian Way Productions is een Amerikaans filmproductiebedrijf dat in 2004 werd opgericht door acteur Leonardo DiCaprio.

## Achtergrond
Appian Way Productions werd opgericht door acteur Leonardo DiCaprio en is sinds 2004 verantwoordelijk voor de productie van verscheidene films waarin hij een hoofdrol vertolkt. In 2020 sloot het bedrijf een samenwerkingscontract met Sony Pictures voor de productie van films en met Apple voor de productie van televisieseries en documentaires.

## Producties van Appian Way

### Films
- The Assassination of Richard Nixon (2004)
- The Aviator (2004)
- Gardener of Eden (2007)
- The 11th Hour (2007)
- Orphan (2009)
- Jerry (2009)
- Shutter Island (2010)
- Red Riding Hood (2011)
- Red Riding Hood: The Tale Begins (2011)
- Detachment (2011)
- Runner Runner (2013)
- Out of the Furnace (2013)
- The Wolf of Wall Street (2013)
- The Revenant (2015)

### Televisie
- Greensburg (2008)

### Documentaire
- From Devil's Breath (2021)